# Mario Moreno Burgos
Mario Moreno Burgos (ur. 31 grudnia 1935, zm. 2 marca 2005) – chilijski piłkarz, napastnik. Brązowy medalista MŚ 62.
W reprezentacji Chile wystąpił 26 razy i zdobył 5 bramek. Debiutował 15 marca 1959 w meczu z Brazylią (podczas Copa América 1959), ostatni raz zagrał w 1964. Podczas MŚ 62 zagrał w jednym spotkaniu, z NRF. Był wówczas piłkarzem Colo-Colo, w pierwszym zespole klubu z Santiago występował w latach 1955-1967. Zdobywał w tym czasie tytuły mistrza kraju.